# Baie de Mikawa
La baie de Mikawa (三河湾, Mikawa-wan, litt. « baie des trois rivières ») est une anse naturelle le long de la côte japonaise dans la préfecture d'Aichi. Elle est formée par les péninsules de Chita à l'ouest et d'Atsumi, à l'est. Les fleuves Toyo, Yahagi et Sakai s'y jettent.

## Cours d'eau
Les fleuves suivants ont leur embouchure en baie de Mikawa :
- le fleuve Toyo ;
- le fleuve Yahagi ;
- le fleuve Sakai ;
- le fleuve Sana.

## Îles
- Shino-shima
- Himaka-shima
- Saku-shima
- Take-shima
- Kaji-shima
- Butsu-shima
- Grande île de Mikawa
- Petite île de Mikawa